# U.S. Route 41
U.S. Route 41 (också kallad U.S. Highway 41 eller med förkortningen  US 41) är en amerikansk landsväg. Den går ifrån Miami i söder till Ft. Wilkins State Park, Michigan i norr och har en längd på 3 218,7 km.
Sträckan mellan Miami och Naples i Florida hade fram till 1949 beteckningen U.S. Route 94.

## Större städer
- Miami, Florida
- Fort Myers, Florida
- Naples, Florida
- Sarasota, Florida
- Tampa, Florida
- Valdosta, Georgia
- Macon, Georgia
- Atlanta, Georgia
- Chattanooga, Tennessee
- Murfreesboro, Tennessee
- Nashville, Tennessee
- Evansville, Indiana
- Madisonville, Kentucky
- Terre Haute, Indiana
- Chicago, Illinois
- Milwaukee, Wisconsin
- Fond du Lac, Wisconsin
- Oshkosh, Wisconsin
- Neenah, Wisconsin
- Menasha, Wisconsin
- Appleton, Wisconsin
- Wrightstown, Wisconsin
- Green Bay, Wisconsin
- Marquette, Michigan